# Wohn- und Wirtschaftsgebäude Lerchenhausen 4
Das Wohn- und Wirtschaftsgebäude Lerchenhausen 4 in Twistringen, Ortsteil Natenstedt, 8 Kilometer westlich vom Kernort, wurde im 18. Jahrhundert gebaut.
Das Gebäude steht unter Denkmalschutz (Siehe auch Liste der Baudenkmale in Twistringen).

## Beschreibung
Das eingeschossige Zweiständer-Hallenhaus in Fachwerk mit Steinausfachungen Satteldach, Krüppelwalm im Giebel und Niedersachsengiebel mit Uhlenloch wurde im 18. Jahrhundert gebaut. Eine Inschrift am Wohngiebel stammt von 1882.

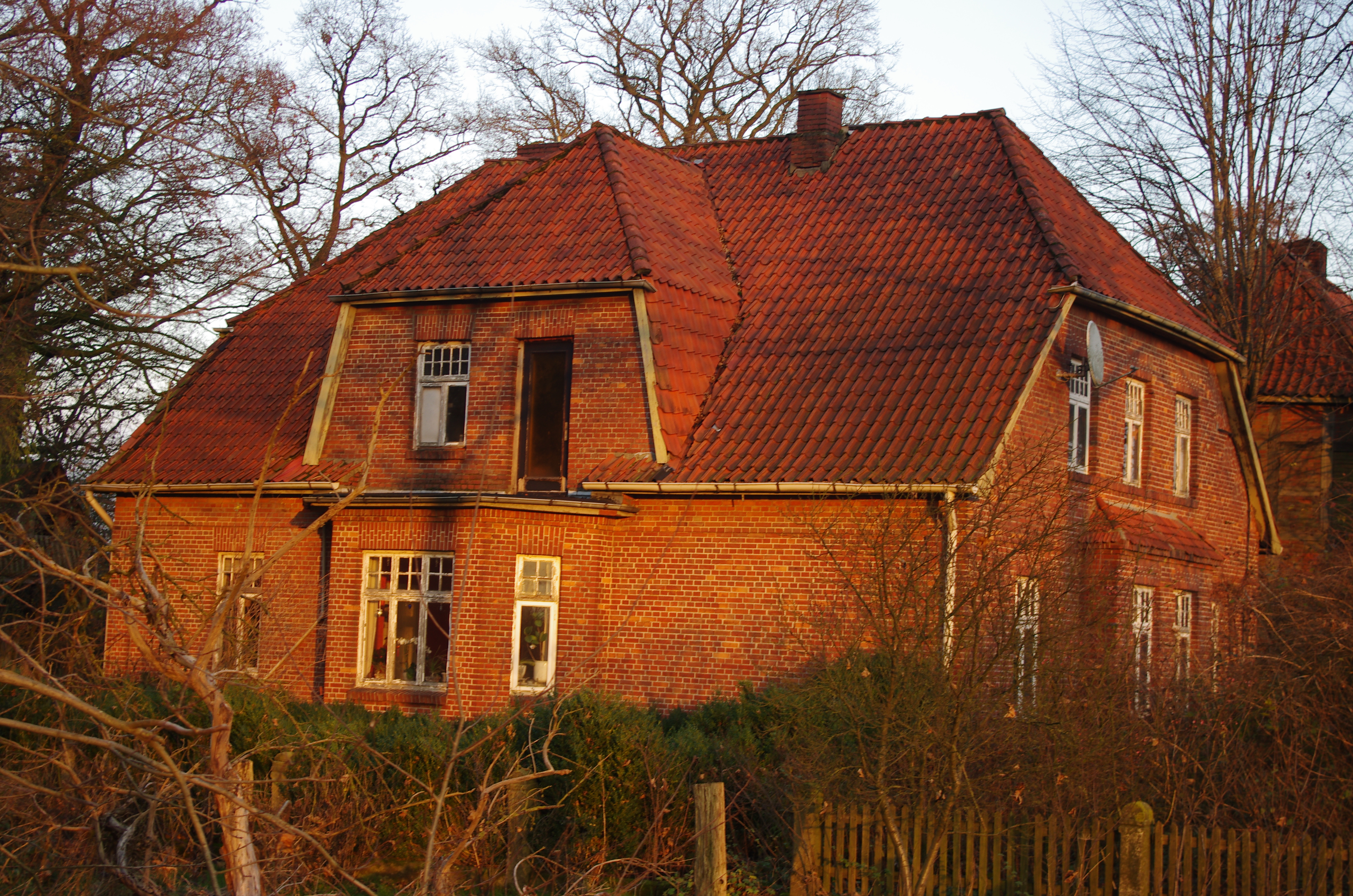
Wohnhaus Lerchenhausen 4

Auf dem Areal stehen weitere Nebengebäude. Dazu gehört das eingeschossige verklinkerte denkmalgeschützte Wohnhaus von um 1930 mit Krüppelwalm und großem Dachhaus.
Das Landesdenkmalamt befand u. a.: „... geschichtliche Bedeutung ... durch beispielhafte Ausprägung eines Stils ...“